# Lophopodella carteri
Lophopodella carteri är en mossdjursart som först beskrevs av Hyatt 1866, och fick sitt nu gällande namn av  1868?. Lophopodella carteri ingår i släktet Lophopodella och familjen Lophopodidae. Inga underarter finns listade i Catalogue of Life.